# Leandra macdanielii
Leandra macdanielii är en tvåhjärtbladig växtart som beskrevs av John Julius Wurdack. Leandra macdanielii ingår i släktet Leandra och familjen Melastomataceae. Inga underarter finns listade i Catalogue of Life.